# Evolve (альбом Imagine Dragons)
Evolve (стилиз. ƎVOLVE) — третий студийный альбом американской рок-группы Imagine Dragons, релиз которого состоялся 23 июня 2017 года.

## Информация об альбоме
В феврале 2016 года после десятимесячного тура в поддержку альбома Smoke + Mirrors музыканты Imagine Dragons заявили о том, что собираются взять перерыв до конца года. В интервью для журнала Billboard вокалист Дэн Рейнольдс пояснил, что группа непрерывно работала в течение шести лет, поэтому они хотят взять перерыв минимум на год. Тем не менее, в 2016 году группа записала песни для саундтреков фильмов До встречи с тобой, Отряд самоубийц и Пассажиры и участвовала в нескольких шоу.
Первый тизер нового альбома появился 13 сентября 2016 года, в течение следующих четырёх месяцев группа публиковала сообщения-подсказки. 24 января 2017 в Twitter-аккаунте группы было опубликовано сообщение «goodnight +», означавшее окончание эпохи альбома Smoke + Mirrors и переход к следующему диску.
Сравнивая новый альбом с Night Visions и Smoke + Mirrors, Дэн Рейнольдс заявил, что он является «эволюцией Imagine Dragons».
9 мая 2017 года группа объявила о своём следующем концертном туре Evolve Tour, который начнётся 26 сентября.

## Синглы
Первым синглом с альбома стала песня «Believer». За несколько дней до релиза сингла было опубликовано несколько видео с подсказками; в них были спрятаны кодовые слова на азбуке Морзе. Сингл был издан 31 января 2017 года; видеоклип к песне, в котором снялся Дольф Лундгрен, вышел 7 марта 2017 года. Вторым синглом стала песня «Thunder» , а уже потом через две недели вышла песня "Whatever It Takes". 15 июня 2017 года вышла песня «Walking The Wire».

## Список композиций
| №                   | Название                 | Автор(ы)                                                                        | Продюсеры           | Длительность |
| ------------------- | ------------------------ | ------------------------------------------------------------------------------- | ------------------- | ------------ |
| 1.                  | «I Don’t Know Why»       |                                                                                 |                     | 3:10         |
| 2.                  | «Whatever It Takes»      | Ben McKee Daniel Platzman Dan Reynolds Wayne Sermon Joel Little                 | Джоэл Литтл         | 3:21         |
| 3.                  | «Believer»               | McKee Platzman Reynolds Sermon Mattias Larsson Robin Fredriksson Justin Tranter | Mattman & Robin     | 3:24         |
| 4.                  | «Walking the Wire»       |                                                                                 |                     | 3:52         |
| 5.                  | «Rise Up»                |                                                                                 |                     | 3:51         |
| 6.                  | «I’ll Make It Up to You» |                                                                                 |                     | 4:22         |
| 7.                  | «Yesterday»              |                                                                                 |                     | 3:25         |
| 8.                  | «Mouth of the River»     |                                                                                 |                     | 3:41         |
| 9.                  | «Thunder»                | McKee Platzman Reynolds Sermon Alexander Grant Jayson DeZuzio                   | Grant DeZuzio       | 3:07         |
| 10.                 | «Start Over»             |                                                                                 |                     | 3:06         |
| 11.                 | «Dancing in the Dark»    |                                                                                 |                     | 3:53         |
| Общая длительность: | Общая длительность:      | Общая длительность:                                                             | Общая длительность: | 39:12        |

| №                   | Название                   | Длительность |
| ------------------- | -------------------------- | ------------ |
| 12.                 | «Levitate»                 | 3:18         |
| 13.                 | «Not Today»                | 4:18         |
| 14.                 | «Believer» (Kaskade remix) | 3:14         |
| 15.                 | «Roots» (Японское издание) | 2:55         |
| Общая длительность: | Общая длительность:        | 52:57        |

| №                   | Название                 | Автор(ы)                                                                        | Продюсеры           | Длительность |
| ------------------- | ------------------------ | ------------------------------------------------------------------------------- | ------------------- | ------------ |
| 1.                  | «Next to Me»             |                                                                                 |                     | 3:50         |
| 2.                  | «I Don't Know Why»       |                                                                                 |                     | 3:10         |
| 3.                  | «Whatever It Takes»      | Ben McKee Daniel Platzman Dan Reynolds Wayne Sermon Joel Little                 | Джоэл Литтл         | 3:21         |
| 4.                  | «Believer»               | McKee Platzman Reynolds Sermon Mattias Larsson Robin Fredriksson Justin Tranter | Mattman & Robin     | 3:24         |
| 5.                  | «Walking the Wire»       |                                                                                 |                     | 3:52         |
| 6.                  | «Rise Up»                |                                                                                 |                     | 3:51         |
| 7.                  | «I’ll Make It Up to You» |                                                                                 |                     | 4:22         |
| 8.                  | «Yesterday»              |                                                                                 |                     | 3:25         |
| 9.                  | «Mouth of the River»     |                                                                                 |                     | 3:41         |
| 10.                 | «Thunder»                | McKee Platzman Reynolds Sermon Alexander Grant Jayson DeZuzio                   | Grant DeZuzio       | 3:07         |
| 11.                 | «Start Over»             |                                                                                 |                     | 3:06         |
| 12.                 | «Dancing in the Dark»    |                                                                                 |                     | 3:53         |
| Общая длительность: | Общая длительность:      | Общая длительность:                                                             | Общая длительность: | 43:02        |

## Позиции в чартах
| Чарт (2017)                         | Наивысшая позиция |
| ----------------------------------- | ----------------- |
| Австралия (ARIA)                    | 4                 |
| Австрия (Ö3 Austria)                | 2                 |
| Бельгия/Фландрия (Ultratop)         | 6                 |
| Бельгия/Валлония (Ultratop)         | 2                 |
| Канада (Canadian Albums Chart)      | 1                 |
| Чехия (ČNS IFPI)                    | 2                 |
| Дания (Hitlisten)                   | 6                 |
| Нидерланды (Album Top 100)          | 2                 |
| Финляндия (Suomen virallinen lista) | 1                 |
| Франция (SNEP)                      | 3                 |
| Германия (Offizielle Top 100)       | 3                 |
| Венгрия (MAHASZ)                    | 19                |
| Ирландия (IRMA)                     | 3                 |
| Италия (Classifica album)           | 3                 |
| Новая Зеландия (RMNZ)               | 3                 |
| Норвегия (VG-lista)                 | 1                 |
| Польша (ZPAV)                       | 4                 |
| Португалия (AFP)                    | 7                 |
| Шотландия (Scottish Albums Chart)   | 3                 |
| Spanish Albums (PROMUSICAE)         | 3                 |
| Швеция (Sverigetopplistan)          | 2                 |
| Швейцария (Schweizer Hitparade)     | 1                 |
| Великобритания (UK Albums Chart)    | 3                 |
| США (Billboard 200)                 | 2                 |
| США (Billboard Top Rock Albums)     | 1                 |

## Сертификации
| Регион | Сертификация  | Продажи   |
| --- | ------------- | --------- |
| Австрия (IFPI Austria) | Платиновый    | 15 000    |
| Бельгия (BEA) | 3× Платиновый | 90 000    |
| Бразилия (ABPD) | 2× Платиновый | 80 000    |
| Канада (Music Canada) | 2× Платиновый | 160 000   |
| Дания (IFPI Danmark) | 3× Платиновый | 60 000    |
| Франция (SNEP) | Бриллиантовый | 500 000   |
| Германия (BVMI) | Платиновый    | 200 000   |
| Италия (FIMI) | 3× Платиновый | 150 000   |
| Мексика (AMPROFON) | 2× Платиновый | 120 000   |
| Нидерланды (NVPI) | Платиновый    | 40 000    |
| Новая Зеландия (RMNZ) | 2× Платиновый | 30 000    |
| Норвегия (IFPI Norway) | 2× Платиновый | 40 000*   |
| Польша (ZPAV) | Бриллиантовый | 100 000   |
| Португалия (AFP) | Платиновый    | 7000      |
| Сингапур (RIAS) | Платиновый    | 10 000*   |
| Испания (PROMUSICAE) | Золотой       | 20 000    |
| Швеция (GLF) | Платиновый    | 30 000    |
| Великобритания (BPI) | Платиновый    | 300 000   |
| США (RIAA) | 3× Платиновый | 3 000 000 |
| * Данные о продажах приведены только на основе сертификации. · Данные о продажах + прослушиваниях приведены только на основе сертификации. |               |           |